# 维格纳-赛兹原胞
维格纳-赛兹原胞（以尤金·維格納和弗雷德里克·赛兹命名）是一种几何构造，可帮助研究固体物理学中的晶体材料。晶体的独特性质是它的原子排列成一个规则的、三维的阵列，称为晶格。所有归因于晶体材料的性质都来源于这个高度有序的结构。这样的结构展示出离散平移对称。为了研究这样的周期系统，我们需要一个数学“把柄”来描述对称性，从而得出关于这个对称的结果的结论。维格纳-赛兹原胞就是实现这个目的的一种方法。 

## 定义
一个格点周围的维格纳-赛兹原胞，定义为空间中与这个格点的距离小于与任何其它格点的距离的点的轨迹。
可以用数学的方法证明，维格纳-赛兹原胞是一个原胞，跨越了整个布拉菲晶格，而不留下任何间隙或空洞。
倒晶格中的维格纳-赛兹原胞称为第一布里渊区。它由作平面垂直于连接最近的格点到一个特定的格点的直线得出。

## 晶胞的构造

维格纳-赛兹原胞的构造。

首先选择一个格点。然后，从这个点作直线到所有最近的格点。在每一条直线的中点，作另外一条直线，与第一组直线的每一条垂直。
在三维晶格的情况中，在格点之间的直线的中点作一个垂直的平面。利用这个方法，便包围了最小的面积（或体积），称为维格纳-赛兹原胞。所有晶格中的面积（或空间）都可以用这种原胞来充填，不会留下任何间隙。

## 一般数学概念
维格纳-赛兹原胞中体现的一般数学概念通常称为沃罗诺伊晶胞。虽然维格纳-赛兹原胞本身在直接空间中并不是首要的，但是它在倒晶格中极为重要。倒晶格中的维格纳-赛兹原胞称为布里渊区，它含有该物质是导体、半导体还是绝缘体的信息。